# Amoria glomerata
Amoria glomerata là một loài thực vật có hoa trong họ Đậu. Loài này được (L.) R. M. Burton mô tả khoa học đầu tiên năm 1983.